# Collier County
Das Collier County ist ein County im US-Bundesstaat Florida. Der Verwaltungssitz (County Seat) ist Naples.

## Geographie
Collier County liegt im Süden von Florida, grenzt im Westen und Südwesten an den Golf von Mexiko und hat eine Gesamtfläche von 5970 km². 5246 km² davon sind Landflächen, 724 km² (12,13 %) Wasser.
Das County wird vom Office of Management and Budget zu statistischen Zwecken unter dem Namen Naples–Marco Island, FL Metropolitan Statistical Area geführt.

## Geschichte
Der Bezirk Collier County wurde 1923 eingerichtet. Der Name geht auf Barron Collier, einen Landeigentümer und Entwickler zurück.

## Demographie
Gemäß der Volkszählung 2010 verteilten sich die damaligen 321.520 Einwohner auf 197.298 Haushalte. Die Bevölkerungsdichte lag bei 61,3 Einw./km². 83,9 % der Bevölkerung waren Weiße, 6,6 % Afroamerikaner, 0,3 % Indianer und 1,1 % Asian Americans. 6,2 % waren Angehörige anderer Ethnien und 1,9 % verschiedener Ethnien. 25,9 % der Bevölkerung bestand aus Hispanics oder Latinos.
Im Jahr 2010 lebten in 24,7 % aller Haushalte Kinder unter 18 Jahren sowie 43,0 % aller Haushalte Personen mit mindestens 65 Jahren. 67,0 % der Haushalte waren Familienhaushalte (bestehend aus verheirateten Paaren mit oder ohne Nachkommen bzw. einem Elternteil mit Nachkomme). Die durchschnittliche Größe eines Haushalts lag bei 2,38 Personen und die durchschnittliche Familiengröße bei 2,84 Personen.
21,5 % der Bevölkerung waren jünger als 20 Jahre, 20,2 % waren 20 bis 39 Jahre alt, 24,7 % waren 40 bis 59 Jahre alt und 33,7 % waren mindestens 60 Jahre alt. Das mittlere Alter betrug 47 Jahre. 49,3 % der Bevölkerung waren männlich und 50,7 % weiblich.
Das durchschnittliche Jahreseinkommen lag bei 56.876 $, dabei lebten 13,5 % der Bevölkerung unter der Armutsgrenze.
Im Jahr 2010 war englisch die Muttersprache von 69,37 % der Bevölkerung, spanisch sprachen 22,57 % und 8,06 % hatten eine andere Muttersprache.

## Kultur und Sehenswürdigkeiten

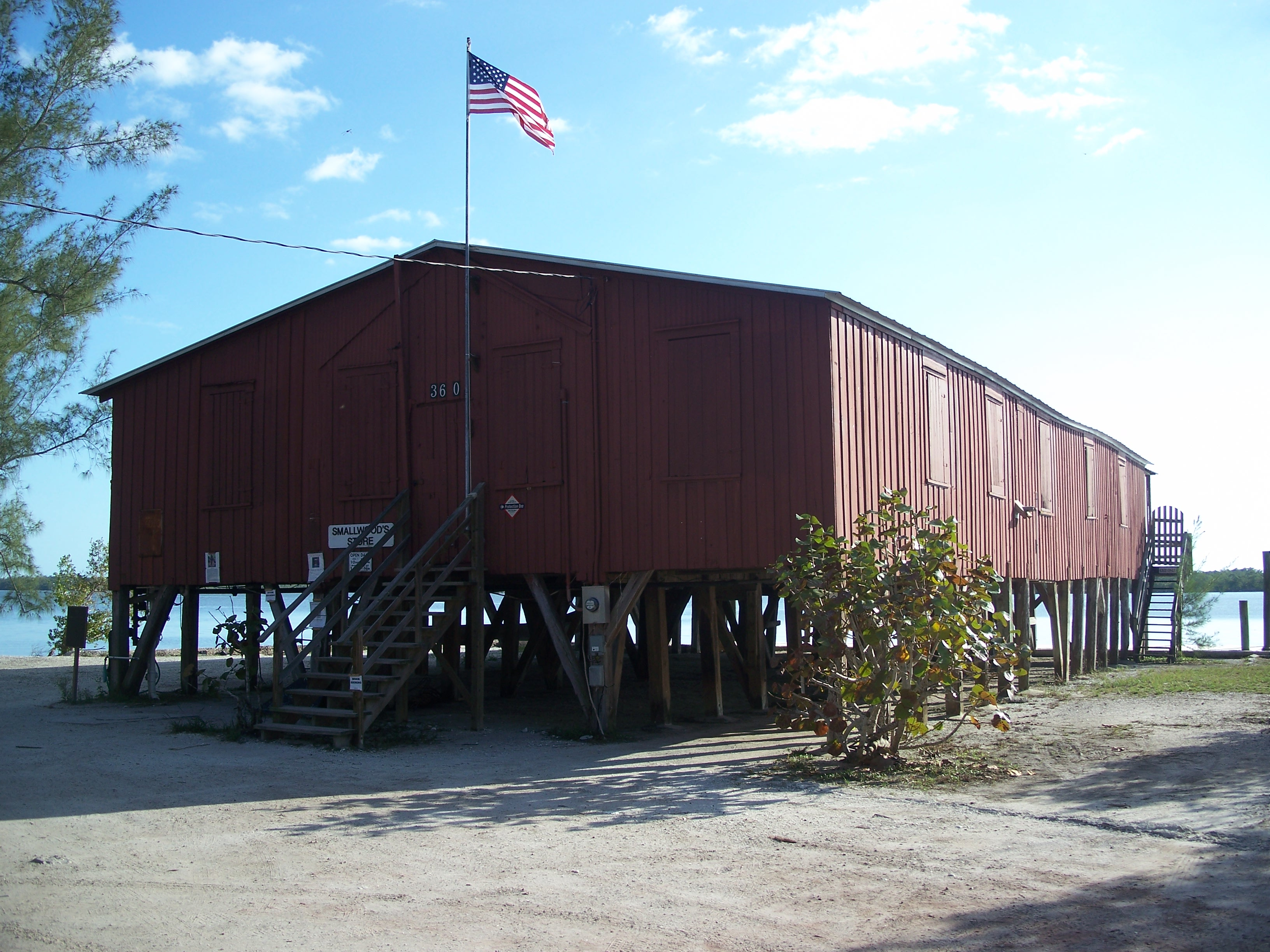
Ted Smallwood Store (2010). Dieses Holzgebäude entstand im Jahr 1917 und diente als Gemischtwarenladen sowie Postfiliale für die Bewohner von Chokoloskee. Im Juli 1974 wurde das Gebäude als erstes Objekt des County in das NRHP eingetragen.

Insgesamt sind 19 Bauwerke, Stätten und historische Bezirke (Historic Districts) im Collier County im National Register of Historic Places („Nationales Verzeichnis historischer Orte“; NRHP) eingetragen (Stand 16. Januar 2023), darunter sieben archäologische Fundstätten und das ehemalige Gerichts- und Verwaltungsgebäude des County.

## Orte im Collier County
Orte im Collier County mit Einwohnerzahlen der Volkszählung von 2010:
Cities:
- Everglades – 400 Einwohner
- Marco Island – 16.413 Einwohner
- Naples (County Seat) – 19.537 Einwohner

Census-designated places:
- Chokoloskee – 359 Einwohner
- Golden Gate – 23.961 Einwohner
- Goodland – 267 Einwohner
- Immokalee – 24.154 Einwohner
- Island Walk – 3.035 Einwohner
- Lely – 3.451 Einwohner
- Lely Resort – 4.646 Einwohner
- Naples Manor – 5.562 Einwohner
- Naples Park – 5.967 Einwohner
- Orangetree – 4.406 Einwohner
- Pelican Bay – 6.346 Einwohner
- Pine Ridge – 1.918 Einwohner
- Plantation Island – 163 Einwohner
- Verona Walk – 1.782 Einwohner
- Vineyards – 3.375 Einwohner